# Gare de Notre-Dame-de-Commiers
La gare de Notre-Dame-de-Commiers est une ancienne gare ferroviaire française située sur le territoire de la commune de Notre-Dame-de-Commiers, dans le département de l'Isère.

## Situation ferroviaire
Établie à 705 mètres d'altitude, la gare de La Motte-Saint-Martin est située au point kilométrique 7,047 du chemin de fer de la Mure, entre la gare de Saint-Georges-de-Commiers et la gare des Grands Balcons (en direction de La Mure).
Elle disposait initialement de trois voies, constituant un point de croisement, adossées à deux quais dont un latéral et un central.

## Histoire
La gare de Notre-Dame-de-Commiers a été mise en service le 1er août 1888 et a été fermée en 1950 aux voyageurs.

## Service des voyageurs

### Accueil
Le bâtiment voyageurs est encore présent ainsi que les quais tandis que les voies ont été déposées. Il a été transformé en maison privée d'habitation.

### Desserte
Les trains touristiques ne s'arrêtent plus dans cette gare et les circulations ont été interrompues depuis l'éboulement d'une falaise au lieu-dit de la Clapisse, condamnant la moitié basse de la ligne.